# 天然ガスパイプライン

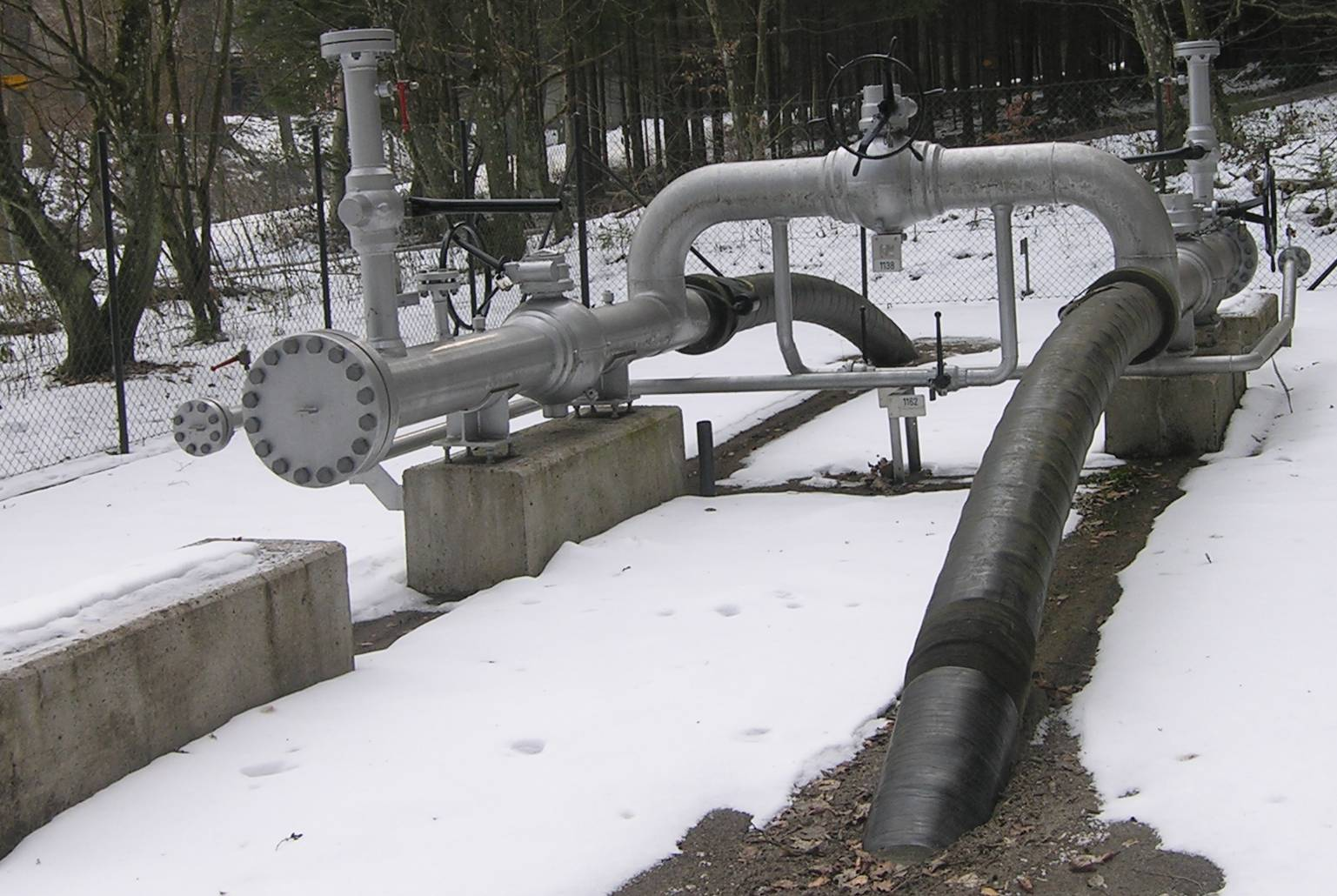
スイスのデューベンドルフ近郊にある天然ガスパイプラインのピグステーション。
ピグ (Pig, pipeline inspection gauge) は、パイプライン内部に挿入されて検査や付着物などを掻き落とすことで掃除するための道具である。

天然ガスパイプライン（てんねんガスパイプライン、Natural gas pipeline）とは、天然ガスを移送するために地上や水底面、水底面下に設置された、管を連続的に接合したパイプライン輸送を支える設備、システムである。単にガスパイプラインとも呼ばれる。
連接されたパイプの他にポンプステーションや緊急遮断弁、検査・清掃用のピグステーション、集中管理センターによって構成される。

## 技術
ガスパイプラインの管には高強度・耐腐蝕性の鋼管が使用される。技術的に最も考慮される点は腐蝕であり、また寒冷地に敷設されたものは管内部の水分が凍結によって閉塞する事態も大問題となる。腐蝕を防ぐ防食技術には、外部電源からの防食電流を不溶性の埋設電極と鋼管との間に常時流す「外部電源法」とアルミニウムや亜鉛のようなイオン化傾向の高い金属電極を犠牲として埋設して鋼管との間を電線で接続して防食電流を常時流す「流電陽極法」（犠牲陽極法）がある。外部電源法は設備が必要になるが、最適な電圧・電流に調整出来るので長距離パイプラインに向いている。凍結対策としては、管内部に水が浸入しないようにパイプラインに流すガスそのものからあらかじめ水分を抜いておくことが求められる。
敷設が決まれば、予定される供給予測量から管の口経と最高使用圧力が決まり、通過経路と付帯設備が決められる。さらに内圧、土圧、温度変化による耐久度の変化や劣化と膨張・収縮、土地の起伏や鋼管に掛かる荷重、地震リスクなどの影響も考慮して、管の材質と肉厚が決定される。鋼管はポリエチレン・コーティングされ、電気防食によって腐蝕から守られる。付帯設備にはポンプステーションや緊急遮断弁、センサ、集中管理センターなどが含まれる。経路決定時には環境への配慮も求められる。
敷設工事が行なわれると、鋼管同士が溶接された部分は非破壊検査によって厳重に確認され、また、端部を塞いで水を満たし加圧する耐圧検査や不活性ガスまたは空気を加圧する気密検査が実施される。街の地下に埋設されるものは、関係各所に詳細に通知されて、他の地下工事により誤って傷付けられることが無いように配慮される。
運用開始後は、ガスの流量と圧力が、要所に設けられたセンサーによって遠隔測定されて、集中管理センターで常時監視される。事故や災害の発生時には、区間ごとの緊急遮断弁が遠隔操作によって閉鎖され、被害の拡大が抑制される。地上では随時パトロールによって安全が確認され、深い海底に敷設されたものは、無人潜水艇で遠隔目視検査や防食電位測定が行なわれる。
2008年現在、鋼管の最大直径は56インチ（約1.4m）のものがある。寒冷地でも永久凍土層に設置される場合は、石油パイプラインと同様にガスパイプラインの支持基台が夏季に融解して接続された鋼管が変形・損傷しないようにヒートパイプによって空中に放熱するよう作られるものもある。

## 敷設状況
世界最長のものは、ガスプロム社によるロシアとウクライナを結ぶProgressが約4,600km（輸送能力：280億m3/年）であり、輸送能力が最大のものはウクライナからドイツまでの約4,300kmを結ぶ Transgas I - IV が750億m3/年である。ロシア・ウクライナガス紛争のきっかけとなった。
ガスパイプラインは世界的に見れば北米大陸と欧州で発達しており、そのほかに東南アジアと南米でも存在する。エネルギー消費の大きな日本ではあまり発達はしていないが、中国国内では日本より1桁大きな26,344kmものガスパイプラインを有しており、ロシアのサハリンやバイカル湖西で産出される天然ガスがロシア国内向けだけでなく中国へも輸出出来る様に新たなガスパイプラインが計画されている。

### 世界の計画パイプライン
- カスピ海横断ガスパイプライン (Trans-Caspian Gas Pipeline)
- ナブッコ・パイプライン (Nabucco Pipeline)
- サウス・ストリーム (South Stream)
- ホワイトストリーム (White Stream)
- ノルド・ストリーム (Nord Stream)
- ペルシャパイプライン (Persian Pipeline)
- サハラ横断ガスパイプライン (Trans-Saharan Gas Pipeline)
- アフガニスタン横断パイプライン (Trans-Afghanistan Pipeline)
- シベリアの力、シベリアの力2
- 中央アジア・中国天然ガスパイプライン
- 西気東輸
- 南ガス回廊

### 日本

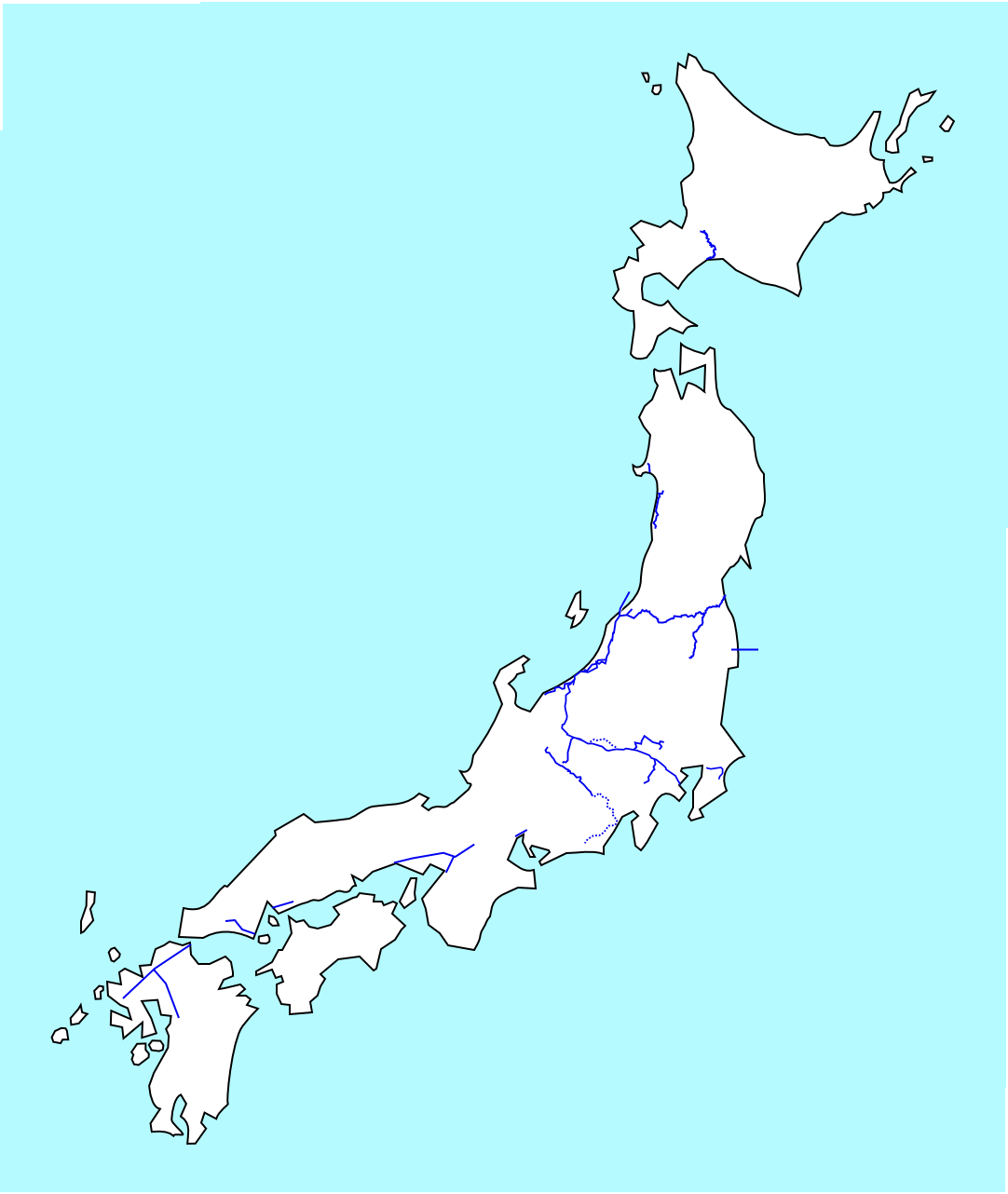
日本の天然ガスパイプライン

日本国内のガスパイプラインは2006年8月末で総延長2675.5km、計画中が275kmとされる。
日本では新潟県の南長岡ガス田などで産出する天然ガスを首都圏へ輸送する、主に国際石油開発帝石・石油資源開発が運営するラインが最大であり、途中の分岐から宇都宮市、長野県松本市、静岡県富士市・静岡市などへも供給されている。北海道には石油資源開発の苫小牧勇払ガス田で産出する天然ガスを需要者である北海道ガスへ届けるために、道央の太平洋から日本海へと南北に結んで札幌市・石狩市・小樽市へ輸送する北海道天然ガスパイプラインがある。秋田県には石油資源開発の由利原油ガス田と秋田市を結ぶものがある。千葉県には国際石油開発帝石の成東ガス田など南関東ガス田の水溶性ガスを供給源とするものがある。東京ガスも首都圏を中心に950kmの高圧パイプライン網を持ち、袖ケ浦、扇島、根岸、日立にあるLNG受け入れ基地から再ガス化した天然ガスを主要都市に対して供給している。
日本国内のパイプラインは、供給源として海外で生産された液化天然ガス（LNG）を受け入れている。東北電力・石油資源開発主導の東北天然ガスパイプラインは、日本海側の新潟東港の受け入れ基地で気化させて太平洋側の宮城県まで輸送し、途中の分岐から山形市、福島県郡山市などへも供給されている。関西圏では大阪ガス（関西電力）、九州北部では西部ガス（九州電力）など、大都市圏を需要地とするガス事業者がそれぞれの地域発電会社と提携してパイプラインを運営している。中部圏では東邦ガスが中部電力と提携し、伊勢湾を横断する伊勢湾横断ガスパイプラインを2013年に完成させた。また、国際石油開発帝石も天然ガス需要の高まりを受け、海外で生産された天然ガスの受け入れ基地として直江津LNG基地を稼働。既設の新青海ラインを延長する形で富山ラインを敷設し、2016年より日本海ガスや沿線需要家への供給を開始した。
2009年にロシアサハリン2ガス田産液化天然ガスの受け入れが開始されたが、サハリン1ガス田と併せてサハリンプロジェクト産天然ガスについては液化せずそのままパイプラインにより直接に北海道、または朝鮮半島経由で輸入する国際パイプライン構想がある。

## 事故
- 1978年5月18日、新潟県妙高高原町で発生した土石流災害によりパイプラインが破損。新潟から長野県、群馬県、埼玉県、栃木県の21万戸への都市ガス供給が困難となった。応急対策として東京都側からガスの逆送が行われた[11]。
- 1994年3月23日、アメリカニュージャージー州エディソン市で直径36インチの天然ガスパイプラインから出火、爆発。付近の団地14棟が焼失[12]。
- 2008年5月26日、イランとトルコを結ぶ天然ガスパイプラインがトルコ領内で爆発[13]。
- 2009年4月1日、ロシアからバルカン諸国を結ぶガスパイプラインがモルドバで爆発した[14]。
- 2009年5月10日、ロシアのモスクワ市内で天然ガスパイプラインが爆発、炎上。高さ100mを超える火柱が上がり周囲に延焼。負傷者3名[15]。
- 2010年6月7日、アメリカテキサス州ジョンソン郡で、天然ガスパイプラインが爆発。5人が負傷。
- 2010年9月9日、アメリカカリフォルニア州サンブルーノで、ガスパイプラインが爆発[16]、300mの火柱が立ち上り、近隣の住宅地が延焼。